# Xenopsylla ramesis
Xenopsylla ramesis är en loppart som först beskrevs av Rothschild 1904.  Xenopsylla ramesis ingår i släktet Xenopsylla och familjen husloppor. Inga underarter finns listade i Catalogue of Life.